# Friedrichshof (Obersulm)
Der Friedrichshof ist ein Wohnplatz, der zur Gemeinde Obersulm im Landkreis Heilbronn (Baden-Württemberg) gehört. Neben dem 1799 gegründeten, namengebenden Gutshof umfasst der Friedrichshof heute eine Fachklinik für Rehabilitation Drogenabhängiger sowie eine Zweigstelle der Behinderteneinrichtung Lichtenstern.

## Geographie
Der Friedrichshof liegt auf rund 350 m Höhe oberhalb von Obersulm-Eichelberg am Rand eines kleinen Plateaus, das von den Löwensteiner Bergen hier über das Sulmtal vorspringt und so einen guten Ausblick über das Tal bis zu seinem Ende bei Neckarsulm ermöglicht. Mit dem südwestlich gelegenen Eichelberg ist der Friedrichshof über die Kreisstraße 2109 verbunden. Eine nur für Anwohner freigegebene Straße bindet den östlich gelegenen Waldhof an.

## Geschichte
Friedrich von Weiler, der Besitzer der ritterschaftlichen Orte Eichelberg und Weiler, errichtete den Friedrichshof 1799 als Maiereigut auf Wald- und Seegründen und gab ihm seinen Namen. Der Hof bestand aus dem Wohn- und zwei Ökonomiegebäuden und diente um 1860 einem Pächter sowie einem Förster als Wohnsitz. Auch nach der um 1830 erfolgten Trennung der Markungen von Weiler und Eichelberg gehörte der Friedrichshof zunächst weiter zur Markung Weiler, obwohl er inmitten der Eichelberger Markung lag, der er aber erst 1849 zugeteilt wurde.
Die Familie von Weiler blieb bis ins 20. Jahrhundert Besitzer des Friedrichshofs. 1962 erbaute die Nürtinger Samariterstiftung neben dem Hof ein Pflegeheim für alte Menschen mit psychischen Erkrankungen, das 1993 geschlossen wurde. Ein Waldstück neben dem Pflegeheim diente ihm bis Mitte der 1970er-Jahre als Friedhof. Heute beherbergen die Gebäude des ehemaligen Altenpflegeheims eine Zweigstelle der evangelischen Stiftung Lichtenstern, die hier für rund 80 Menschen mit geistiger Behinderung stationäres Wohnen und außerdem seit 2004 Kurzzeitwohnen anbietet.
Der Hof selbst diente zunächst als Pflegerinnenwohnheim, dann als Heim für schwererziehbare Mädchen. Seit dem 1. November 1979 ist hier und in zwischenzeitlich errichteten weiteren Gebäuden eine Stätte zur Rehabilitierung Drogenabhängiger untergebracht, die zunächst von der Drogenhilfe Tübingen getragen wurde, heute als Fachklinik Friedrichshof firmiert und vom Baden-Württembergischen Landesverband für Prävention und Rehabilitation getragen wird. Über 3500 Patienten wurden seitdem behandelt. Der Klinik mit 48 Beschäftigten, die 60 Patienten beiderlei Geschlechts Plätze für eine bis zu zehnmonatige Rehabilitation bietet, ist ein Kleinstkinderheim für bis zu 10 Kinder der Patienten angeschlossen. Eine klinikeigene Bioland-Gärtnerei führt die landwirtschaftliche Tradition des Friedrichshofs fort.